# Hans Jeschonnek
Hans Jeschonnek est un Generaloberst allemand, né le 9 avril 1899 à Hohensalza (province de Posnanie) et mort le 18 août 1943 au Lager Robinson (de) (province de Prusse-Orientale).
Il est le chef d’état-major adjoint de la Luftwaffe pendant la Seconde Guerre mondiale.

## Biographie
Hans Jeschonnek est le fils du directeur de lycée Friedrich Jeschonnek et de son épouse Klara Jeschonnek, née Sperl. Son frère est le vice-amiral et inspecteur de la marine (de) Gert Jeschonnek (de).
À l'âge de 15 ans, il s'engage de l'école de cadets de Lichterfelde, où il sert dans le 50e régiment d'infanterie et est promu lieutenant en septembre 1914. En été 1917, il passe à l'aviation, avec laquelle il participe aux combats frontaliers en Haute-Silésie à la fin de la guerre. 

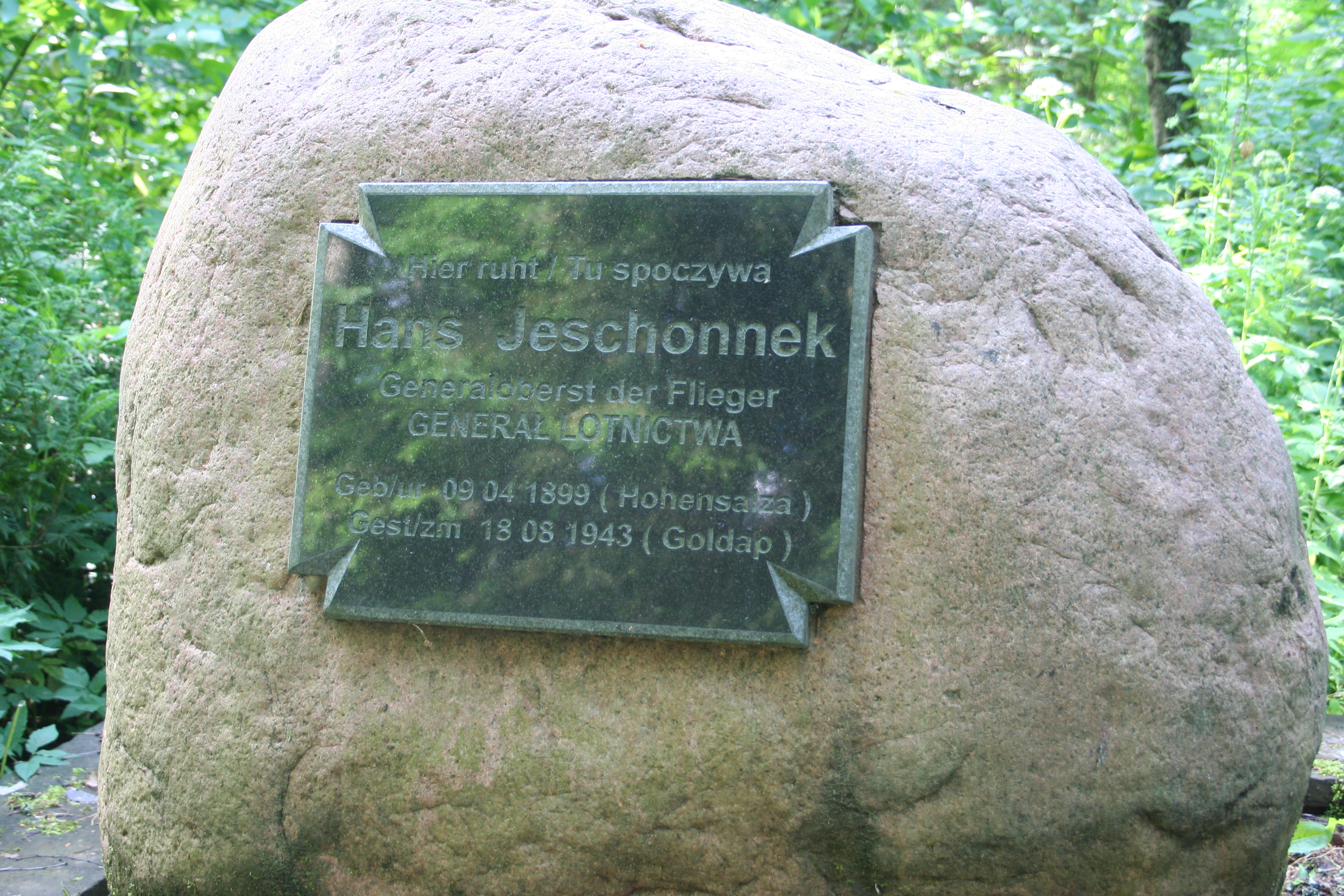
Tombe de Hans Jeschonnek (cliché de 2008), dans le sur les bords du, près de la ville de Gołdap en Mazurie, à l'époque en province de Prusse-Orientale.

Il se suicide au Lager Robinson (de), où se trouve un quartier général de l'Oberkommando der Luftwaffe, après s’être rendu compte d’une erreur de commandement : en effet, à l'occasion d’un bombardement allié de Peenemünde dans la nuit du 17 au 18 août 1943, il ordonne à la défense anti-aérienne de tirer sur deux cents chasseurs de la Luftwaffe, en vol près de Berlin, qu'il a malencontreusement confondus avec des avions ennemis.